# Gemini (windmolenpark)
Gemini is een offshore windmolenpark voor de kust van Nederland. Op 16 februari 2016 is de eerste en op 24 augustus 2016 is de laatste windmolen geplaatst. Op dat moment waren 105 van de 150 molens al aangesloten en stroom aan het leveren aan het landelijk net. Het park is op 8 mei 2017 officieel geopend.

## Beschrijving
Het park bestaat uit twee evengrote delen met werknamen Buitengaats en ZeeEnergie. Het eerste gedeelte met 75 turbines is gesitueerd ten noorden van Ameland. Het tweede gedeelte met ook 75 turbines ligt 55 kilometer ten noorden van Schiermonnikoog. De 150 windturbines zijn van het type Siemens SWT4.0-130, elk met een vermogen van 4 megawatt (MW). Het totaal opgeteld vermogen aan duurzame energie is 600 MW.
Het windmolenpark werd ontwikkeld door een consortium onder leiding van Northland Power. Van Oord is hoofdaannemer. Aanvankelijk werd verwacht dat het park in het vierde kwartaal van 2015 klaar zou zijn, maar de start van de bouw was echter vertraagd.
De kosten werden eerst geraamd op 2,5 miljard euro. De Europese Investeringsbank besloot een lening te geven voor dit project. Het ministerie van Economische Zaken heeft een subsidie voor duurzame energie (SDE) van 4,5 miljard euro toegezegd voor de exploitatie van het windpark in de eerste vijftien jaar. Deze regeling is bedoeld om de relatief dure stroom die op deze manier verkregen wordt, te laten concurreren met stroom uit energiecentrales op land.
Het windmolenpark zal voldoende produceren om 785.000 huishoudens of 1,5 miljoen mensen van elektriciteit te voorzien. De verwachte jaarlijkse reductie in de uitstoot van  CO2 is 1.250.000 ton. In de periode van 15 jaar waarover subsidie wordt verleend, ontvangt Gemini per ton CO2 waarvan de uitstoot wordt vermeden, een overheidsbijdrage van 240 euro. Dit is fors hoger dan de 30 euro per ton CO2 die werd genoemd bij de introductie van het Europese emissiehandelssysteem (ETS). Bij deze prijs was er een voldoende financiële prikkel om de uitstoot van CO2 te verminderen of te investeren in koolstofarme technologieën. Het doel van de Europese Unie is een emissiereductie van 80 % te bereiken in 2050 ten opzichte van de uitstoot in 1990.
Het Zeeuwse nutsbedrijf DELTA sloot begin 2014 een contract om gedurende 10 jaar elektriciteit af te nemen van Gemini. Met dit contract wordt DELTA de grootste afnemer van elektriciteit geproduceerd door windparken op zee. Over de prijs die DELTA gaat betalen zijn geen mededelingen gedaan.
Gemini heeft licenties om het windpark 20 jaar te exploiteren. Na deze periode moet het windpark en alles wat op de zeebodem is gebracht worden verwijderd. Hiervoor is een bankgarantie van 40 miljoen euro beschikbaar gesteld.

## Aandeelhouders
Op 2 augustus 2013 maakte Van Oord bekend een 10 % aandelenbelang te nemen in Gemini. Na deze koop zijn de aandelenverhouding als volgt:
- Northland Power Inc. (NPI) 55 %
- Siemens Project Ventures GmbH (Siemens) 20 %
- Van Oord 10 %
- HVC N.V. 10 %
- Typhoon Offshore B.V. 5 %[10]

NPI is een Canadese producent van duurzame energie en neemt als meerderheidsaandeelhouder de leidende rol in de verdere ontwikkeling, bouw en exploitatie. Het totale door partijen ingebrachte eigen vermogen bedraagt zo’n 500 miljoen euro. De totale bouwkosten van het Gemini project worden nu geraamd op circa 2,8 miljard euro en de rest zal met leningen worden gefinancierd. In januari 2014 is de financiering succesvol afgerond. Een consortium van tien internationale  banken, waaronder ABN AMRO, heeft voor 950 miljoen euro aan het project bijdragen.
Zodra de financiering geregeld was, heeft Typhoon Offshore haar belang verkocht. Typhoon houdt zich bezig met het aankopen van locaties, het ontwikkelen van windparken op zee en het afronden van de financiering. Het daadwerkelijk bouwen en beheren van windparken is geen kernactiviteit.